# Municipio de Manzanillo
Municipio de Manzanillo är en kommun i Kuba. Den ligger i provinsen Provincia Granma, i den sydöstra delen av landet, 600 km sydost om huvudstaden Havanna. Antalet invånare är 130 789. Arean är 498 kvadratkilometer.
Terrängen i Municipio de Manzanillo är platt.